# Dubislaw von Platen

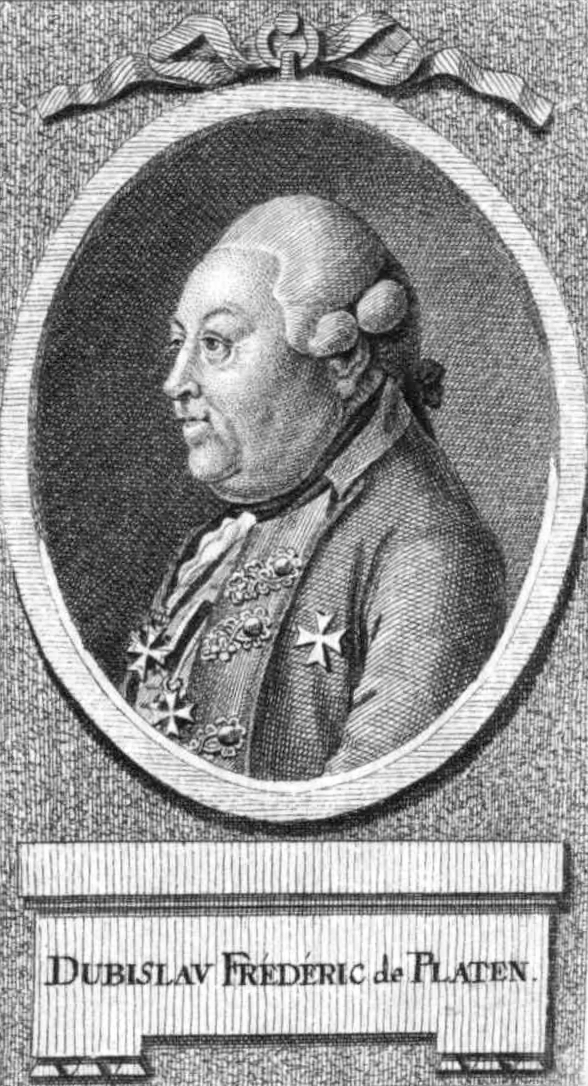
Dubislav Frederic de Platen

Dubislaw Friedrich von Platen (* 23. August 1714 in Sagard auf Rügen; † 7. Juni 1787 in Königsberg (Preußen)) war ein preußischer General der Kavallerie, Gouverneur von Memel und Pillau sowie Ritter des Johanniterordens und des Schwarzen Adlerordens.

## Leben
Dubislaw Friedrich von Platen war der Sohn des Generals Hans Friedrich von Platen und der Hypolita Juliane von Podewils. Der spätere preußische General Leopold Johann von Platen war sein jüngerer Bruder.
Schon am 5. Juni 1723 wurde er auf Bitten seines Vaters von König Friedrich Wilhelm I. zum Kornett ernannt und am 18. August 1729 zum Sekondeleutnant. Am 7. Juli 1730 wurde er Premierleutnant. Am 11. August 1736 erhielt er seine eigene Kompanie im Kürassier-Regiment „Geßler“ Nr. 4. Im gleichen Jahr, am 17. August, wurde er in Sonnenburg durch den Herrenmeister der Johanniterballei Brandenburg Markgraf Karl Friedrich Albrecht von Brandenburg-Schwedt zum Johanniterordensritter geschlagen. Er war designiert auf die Kommende Werben.
Zu Beginn des Ersten Schlesischen Krieges war er Rittmeister. Sein Regiment kam für die Schlacht bei Mollwitz zu spät, aber 1742 war es an der Schlacht bei Chotusitz beteiligt. Für seinen Einsatz beim Rückzug nach Camenz wurde ihm der Pour le Mérite verliehen, zudem wurde er zum Major befördert. 1744 kämpfte er in Böhmen und Mähren. Am 22. Mai 1747 wurde er Oberstleutnant und 1752 zweiter Kommandant im Dragoner-Regiment „Normann“ Nr. 1. 
Im Siebenjährigen Krieg ging das Regiment 1756 nach Sachsen. Platen erhielt am 4. März 1757 das Dragoner-Regiment „Langermann“ Nr. 8 und wurde zum Generalmajor befördert. Am 15. April 1757 kämpfte er bei Groß-Jägersdorf. Danach wurde das Regiment nach Pommern gegen die Schweden verlegt und kämpfte dort bei Stralsund. Anfang des Jahres 1758 wurde es nach Hinterpommern verlegt, wo es bis zum Juni gegen die Russen eingesetzt wurde. Er kämpfte am 25. August in der Schlacht von Zorndorf, wo zwei seiner Söhne fielen. Nach dem Rückzug der Russen vertrieb das Regiment zurückgelassene Besatzungen aus besetzten pommerschen Städten wie Gollnow und Greifenberg. Danach zog er wieder gegen die Schweden und besetzte dabei im Dezember mit seinem Regiment Prenzlau und Pasewalk. Am 17. Januar 1759 hatte er Anteil an der Einnahme von Demmin, danach wurde er wieder gegen die Russen im Raum Stolp eingesetzt.

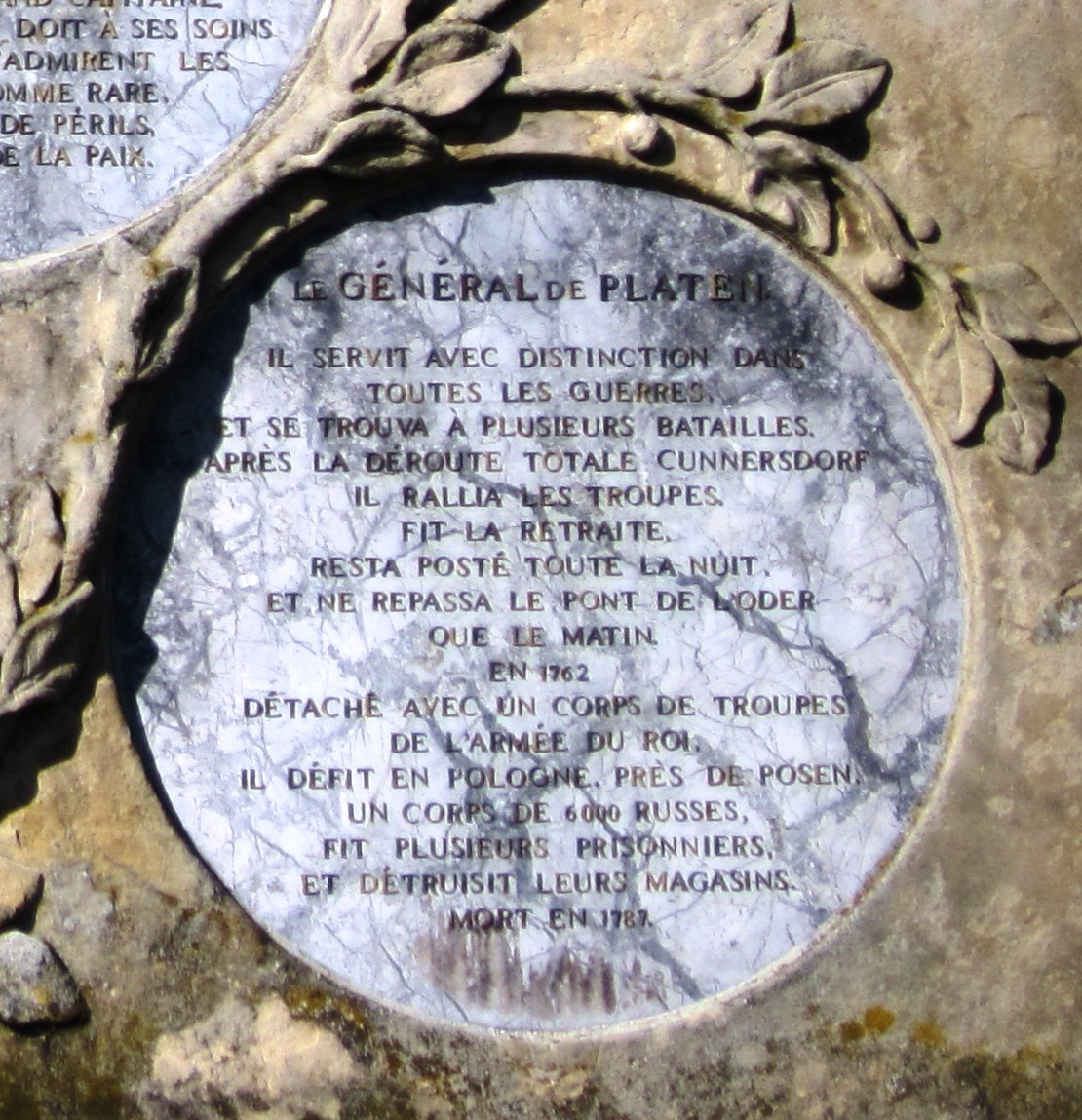
Ehrentafel für Platen am Rheinsberger Obelisken

Am 12. Mai 1759 wurde Platen zum Generalleutnant befördert und bekam das Kommando über die Kavallerie in der Armee des Prinzen Heinrich in Sachsen. Der schickte ihn in den Raum Bamberg, von dort kam er zur Armee des Königs und in die Schlacht bei Kunersdorf. Im Mai 1760 wurde er mit General Friedrich Wilhelm Quirin von Forcade nach Pommern und in die Neumark geschickt, um die Vorstöße des Generals Tottleben einzudämmen, was auch gelang. Anschließend wurde er nach Landsberg an der Warthe beordert, um die Russen und Österreicher von der Bedrohung Schlesiens und Breslaus abzuhalten. Im Oktober 1760 konnte die Russen unter Tottleben und Tschernyschew mit den Österreicher unter Lacy zeitweise Berlin besetzen.
Nach dem Rückzug der Russen kam er zur Armee des Königs und kämpfte am 3. November in der Schlacht bei Torgau. Am 10. September 1761 marschierte er mit einer Armee nach Polen, um den russischen Nachschub anzugreifen. Er zerstörte das Magazin in Köblin. Am 15. September traf er beim Kloster Göstin auf einen großen russischen Tross von 5000 Wagen und 4000 Mann Bewachung. Zusammen mit den Bataillonen „von Rothenburg“, „von Arnim“, „Görne“ und „von Wunsch“ konnte er den Tross erobern. Er besetzte dann noch das große Magazin in Göstin und marschierte weiter nach Posen, wo er am 17. September ebenfalls ein Magazin eroberte.
Inzwischen waren die Russen bei Landsberg erfolgreich, so musste er dahin zurückkehren. Die Warthe-Brücke war zerstört, daher überquerte seine Truppe den Fluss mit Hilfe von Pontons und Flößen. Bei Körlin konnte er am 30. September die Brückenschanze über der Persante von den Russen zurückerobern und machte dabei 200 Gefangene. Von hier ging er die Persante entlang, um die belagerte Festung Kolberg zu erreichen. Der russische General Romanzow versuchte ihn beim Dorf Spie  aufzuhalten, was trotz eines dreistündigen Gefechts aber nicht gelang. 
Am 17. Oktober brach Platen auf eigenes Ansinnen mit 5500 Mann nach Stettin auf, um von dort Vorräte zu holen. Der russische General Wilhelm von Fermor schnitt ihn aber an der Ihna-Brücke ab. Letztlich musste die Festung Kolberg am 16. Dezember 1761 kapitulieren. Friedrich schrieb Platen zu Recht den Verlust der Festung zu und verzieh ihm dies nie.
Platen kam im Januar 1762 wieder nach Sachsen zur Armee des Prinzen Heinrich. Hier war sein Regiment bei Pegau und in Zeitz stationiert und hatte den Kämpfen des Jahres keinen Anteil.

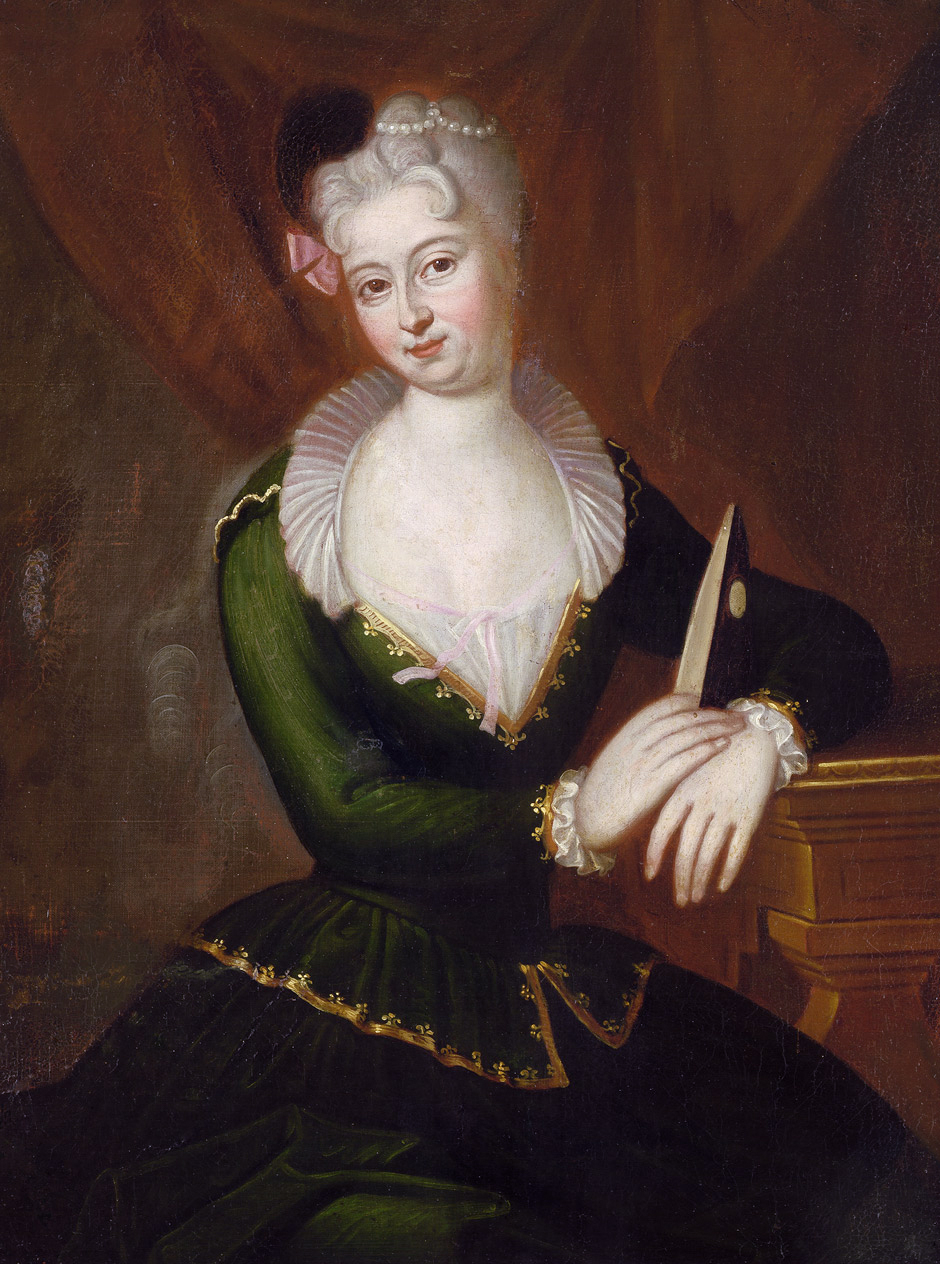
Sophia Susanna Charlotte, Frau von General Dubislav Friedrich von Platen (zirka 1750)

Im Bayerischen Erbfolgekrieg befehligte Platen ein Korps in der Armee des Prinzen Heinrich, mit dem er über Peterswalde, Leitmeritz und Budin bis in die Nähe von Prag vordrang. 
Friedrich Wilhelm II. rehabilitierte den in der Armee als ungerecht behandelt eingeschätzten Platen, indem er ihn unmittelbar nach seiner Thronbesteigung im September 1786 zum Ritter des Schwarzen Adlerordens schlug. Der König selber überreichte ihm die höchste preußische Auszeichnung mit den Worten: Es geschieht zu spät, allein ich weiß Verdienste zu schätzen. Im Februar 1787 ernannte er ihn zum Gouverneur von Memel und Pillau, wozu er ihn überreden musste und ihm eine Zulage von jährlich 2400 Talern zur Gouverneursbesoldung zugesagt hatte.
Am 20. Mai 1787 wurde Platen zum General der Kavallerie befördert. Er starb kurz darauf am 7. Juni 1787 in Königsberg.
Prinz Heinrich von Preußen widmete ihm um 1790 eine Gedenktafel auf seinem Rheinsberger Obelisken. Sein Name wurde auch auf einer der Ehrentafeln am Reiterstandbild Friedrichs des Großen (1851) verewigt.

## Familie
Platen war mit Sophia Susanna Charlotte von Cocceji verheiratet. Sie war die Tochter des preußischen Ministers Samuel von Cocceji. Ein Sohn und eine Tochter (verheiratete Gräfin von Finkenstein) überlebten ihn.